# Бальтрум
Бальтрум (нім. Baltrum) — сільська громада в Німеччині, розташована в землі Нижня Саксонія. Входить до складу району Аурих. Повністю займає 6,50 км2 території однойменного острова, що належить до східної групи архіпелагу Фризькі острови, розташованого у Північному морі на північ від узбережжя континентальної Німеччини. Знаходиться на схід від острова Нордернай.
Населення становить 598 ос. (станом на 31 грудня 2021).